# (10227) Izanami
(10227) Izanami  es un asteroide perteneciente al cinturón de asteroides, descubierto el 4 de noviembre de 1997 por Tetsuo Kagawa y Takeshi Urata desde el Observatorio Gekko, en Japón.

## Designación y nombre
Izanami se designó inicialmente como 1997 VO6.
Más adelante fue nombrado en honor a la diosa mítica japonesa Izanami-no-mikoto.

## Características orbitales
Izanami orbita a una distancia media del Sol de 3,1270 ua, pudiendo acercarse hasta 2,9039 ua y alejarse hasta 3,3502 ua. Tiene una excentricidad de 0,0713 y una inclinación orbital de 12,6776° grados. Emplea en completar una órbita alrededor del Sol 2019 días.

## Características físicas
Su magnitud absoluta es 12,3. Tiene 17,392 km de diámetro. Su albedo se estima en 0,074. El valor de su periodo de rotación es de 2,920 h.